# Primitive Cool
Primitive Cool is het tweede soloalbum van Mick Jagger, de zanger van The Rolling Stones, uitgegeven in 1987.

## Tracklist
Alle nummers zijn geschreven door Mick Jagger tenzij anders vermeld.
1. Throwaway – 5:03
2. Let's Work (Mick Jagger, David A. Stewart) – 4:50
3. Radio Control – 3:56
4. Say You Will (Mick Jagger, David A. Stewart) – 5:07
5. Primitive Cool – 5:50
6. Kow Tow (Mick Jagger, David A. Stewart) – 4:55
7. Shoot Off Your Mouth – 3:35
8. Peace For The Wicked – 4:02
9. Party Doll – 5:20
10. War Baby – 6:39

## Muzikanten
- (Lead)zang - Mick Jagger
- Achtergrondzang - Jocelyn Brown, Craig Derry, Brenda King, Cindy Mizelle
- Gitaar - Jeff Beck, Mick Jagger, G.E. Smith
- Slaggitaar - Jim Barber, Vernon Reid, Jimmy Ripp, Dave Stewart
- Autoharp - Mick Jagger
- Bas - Dean Garcia, Doug Wimbish
- Keyboard - Phillip Ashley, Richard Cottle, Denzil Miller, Greg Phillinganes, Pat Seymour
- Mondharmonica - Mick Jagger
- Fluit - Paddy Maloney
- Drum - Omar Hakim, Simon Phillips
- Percussie - Mick Jagger
- Programmering - Keith Diamond
- Viool - Sean Keane
- Trompet - Jon Faddis
- Saxofoon - Bill Evans, David Sanborn
- Uilleann pipes - Paddy Maloney

## Hitlijsten
Album
| Jaar | Hitlijst          | Notering |
| ---- | ----------------- | -------- |
| 1987 | UK Top 100 Albums | 26       |
| 1987 | The Billboard 200 | 41       |
| 1988 | The Billboard 200 | 89       |

Singles
| Jaar | Single         | Hitlijst                           | Notering |
| ---- | -------------- | ---------------------------------- | -------- |
| 1987 | "Let's Work"   | UK Top 100 Singles                 | 31       |
| 1987 | "Let's Work"   | Mainstream Rock Tracks             | 7        |
| 1987 | "Let's Work"   | The Billboard Hot 100              | 39       |
| 1987 | "Let's Work"   | Hot Dance Music/Club Play          | 32       |
| 1987 | "Let's Work"   | Hot Dance Music/Maxi-Singles Sales | 48       |
| 1987 | "Throwaway"    | Mainstream Rock Tracks             | 7        |
| 1987 | "Throwaway"    | The Billboard Hot 100              | 67       |
| 1987 | "Say You Will" | Mainstream Rock Tracks             | 39       |